# Râul Ialpug
Râul Ialpugul Mare (în rusă Ялпуг, în ucraineană Ялпух) este un râu care străbate teritoriul Republicii Moldova și al Regiunii Odesa din Ucraina. El izvorăște din satul Ialpug, comuna Hîrtop (Raionul Cimișlia, Republica Moldova), curge pe direcția sud în paralel cu Prutul, trece pe teritoriul Raionului Cimișlia, al UTA Găgăuzia, al Raionului Taraclia, apoi al Raionului Bolgrad din Ucraina și se varsă în Lacul Ialpug în apropiere de orașul Bolgrad. 

## Nume
În documentele istorice apare menționat mai întâi lacul Ialpug (1445, 1448), apoi, în sec. XVI–XVII, și râul cu același nume. Hidronimul provine din limba cumană: jalpy - „râu / lac în față, neadânc”.

## Date geografice
Are o lungime de 142 km (dintre care 135 km pe teritoriul Republicii Moldova și 7 km pe teritoriul Ucrainei ) și o suprafață a bazinului de 3.180 km² (dintre care 3.165 km² pe teritoriul Republicii Moldova și 15 km² pe teritoriul Ucrainei ). Debitul mediu este de 2,9 m³/s, iar scurgerea medie anuală este de 91,2 milioane m³. În partea superioară străbate o regiune deluroasă din Basarabia, iar pe măsură ce coboară spre vărsare străbate zona de șes a Câmpiei Dunării. Apele râului Ialpug sunt folosite pentru irigații. 
Principalii afluenți sunt pe partea stângă Ialpujel (cu vărsarea în apropiere de satul Javgur) și râul Lunga (cu vărsarea în apropiere de satul Aluatu) și pe partea dreaptă Chirsova Mare (cu vărsarea în apropiere de satul Congaz), Ialpugel (cu vărsarea în apropiere de satul Alexeevca) și Salcia Mare (cu vărsarea în apropiere de satul Cairaclia). 

## Istoric
În lucrarea sa Descriptio Moldaviae (Descrierea Moldovei), scrisă în limba latină în perioada 1714-1716, voievodul cărturar Dimitrie Cantemir descrie astfel acest râu: "Cahulul, Salcia și Ialpuhul, care se află în Moldova și Basarabia, sporesc Dunărea. Dintre cele trei din urmă, numai Ialpuhul curge fără contenire, celelalte sunt mai mult stătătoare decât curgătoare" .
Pe cursul râului Ialpug au fost amenajate în ultimii 50 de ani mai multe lacuri de acumulare:
- lacul Comrat – situat în amonte de orașul Comrat, are o capacitate de acumulare (un volum) de peste 1 mln. m³ de apă. Informație generală despre lac: tipul - de albie, regularizarea scurgerii – sezonieră, destinația: irigare, piscicultură, anul dării în exploatație – 1957, proiectant – Institutul ,,Moldselihozproiect”
- lacul Congaz - situat în amonte de satul Congaz, are o capacitate de acumulare (un volum) de peste 1 mln. m³ de apă. Informație generală despre lac: tipul - de albie, regularizarea scurgerii – sezonieră, destinația: irigare, piscicultură, agrement, anul dării în exploatație – 1961, proiectant – Institutul ,,Moldselihozproiect”
- lacul Taraclia – situat în amonte de satul Taraclia, are o capacitate de acumulare (un volum) de peste 1 mln. m³ de apă. Informație generală despre lac: tipul – de albie, cu umplere din lacul Ialpug, regularizarea scurgerii – sezonieră, destinația: irigație, alimentare cu apă, creșterea peștelui, recreație, anul dării în exploatație – 1982, proiectant – Institutul ,,Moldghiprovodhoz”